# Палинюк Василь Миколайович
Палинюк Василь Миколайович (псевдо: «Гуцуляк», «Крук», «Ненаситець», «Х-12», «0-27», «0-9»; 29 березня 1903, Соколівка, Косівський район, Івано-Франківська область — 8 квітня 1953, Київ) — лицар Срібного хреста заслуги УПА та Бронзового хреста заслуги УПА.

## Життєпис
Член ОУН із червня 1937 р. Зв'язковий до Косівського районного проводу ОУН (1940—1941). 4.06.1941 р. затриманий прикордонниками 95 загону НКВС біля радянсько-угорського кордону в Жаб'євському р-ні та переданий для слідства до Надвірнянського РВ НКДБ.
Утримувався у Станіславівській в'язниці, звідки втік у перші дні німецько-радянської війни. Волосний харчовий ОУН у Косівському р-ні (10.1941-1943), господарчий референт Косівського повітового (08.1943-09.1944), керівник Косівського районного (10.1945-12.1949), організаційний референт Косівського надрайонного (12.1949-06.1952) проводів ОУН.
25.06.1952 р. захоплений у полон опергрупою відділу 2-Н УМДБ. 21.01.1953 р. Військовою Колегією Верховного Суду СРСР засуджений до ВМП — розстрілу. Страчений у Лук'янівській в'язниці.

## Нагороди
- Згідно з Постановою УГВР від 23.08.1948 р. і Наказом Головного військового штабу УПА ч. 2/48 від 2.09.1948 р. керівник Косівського районного проводу ОУН Василь Палинюк — «Ненаситець» нагороджений Срібним хрестом заслуги УПА.
- Згідно з параграфом «Б» пункту ІІ Наказу Головного військового штабу УПА ч. 2/47 від 2.09.1947 р. керівник Косівського районного проводу ОУН Василь Палинюк — «Ненаситець» нагороджений Бронзовим хрестом заслуги УПА.